# Ayurbarwada Buyantu Kan
Ayurbarwada Buyantu Kan fue el cuarto emperador (gran Kan) de la dinastía Yuan. Fue el primer emperador Yuan que apoyó activamente la adopción de los principios confucianos en el sistema de administración de Mongolia.

## Ascensión
Ayurbarwada fue el segundo hijo de Darmabala y Dagi (Targi) del Khunggirat, y bisnieto de Kublai Khan (1260-1294). Fue instruido desde adolescente y asesorado por el erudito confuciano Li Meng, quien ejercería mucha influencia en sus futuras políticas. Después de la coronación de su antecesor y hermano Khayishan, Ayurbarwada fue nombrado príncipe heredero en junio de 1307. Ambos hermanos se comprometieron en que sus descendientes gobernarían la sucesión. Khayishan murió en 1311, y Ayurbarwada, una vez ocupado el trono, al que había accedido pacíficamente, invirtió las políticas de su hermano mayor Khayisan.

## Muerte y lucha por la sucesión
Ayurbarwada murió el 1 de marzo de 1320, habiendo nombrado ya en 1316 a su hijo Shidibala príncipe heredero, lo cual contradecía su promesa a su hermano mayor Khayisan en su lecho de muerte de nombrar al hijo de este, Khunggirat, príncipe heredero. Ello contribuyó a que su muerte diera comienzo a un período de dos décadas de agitación política. La facción Khunggirat, bajo Temuder y Dagi, se volvió aún más poderosa en la corte. Después del asesinato en 1323 de Shidibala, hijo de Ayurbarwada, ninguno de sus descendientes volvería a gobernar el Imperio.

## Sucesor y predecesor
- Predecesor: Külüg Kan
- Sucesor: Gegeen Kan